# Ibrahima Gueye
Ibrahima Khouma Gueye (Dakar, 19 februari 1978) is een Senegalees voetballer die uitkomt voor Sporting Lokeren. Hij is een centrale verdediger, maar wordt soms ook als verdedigend middenvelder uitgespeeld.
Gueye speelde eerder voor CSKA Sofia, Rode Ster Belgrado, Samsunspor en Al-Ahli SC. Hij ligt ntot in 2012 onder contract bij de Waaslanders. Hij is een vaste waarde in het nationaal voetbalelftal van Senegal.

## Spelersstatistieken
| seizoen   | club               | land      | klasse                            | wedstr | goals |
| --------- | ------------------ | --------- | --------------------------------- | ------ | ----- |
| 2001-2002 | CSKA Sofia         | Bulgarije | Professional A Football Group     | 27     | 0     |
| 2002-2003 | CSKA Sofia         | Bulgarije | Professional A Football Group     | 23     | 0     |
| 2003-2004 | CSKA Sofia         | Bulgarije | Professional A Football Group     | 23     | 1     |
| 2004-2005 | CSKA Sofia         | Bulgarije | Professional A Football Group     | 23     | 1     |
| 2005-2006 | CSKA Sofia         | Bulgarije | Professional A Football Group     | 14     | 2     |
| 2006      | Samsunspor         | Turkije   | Türkiye Futbol Federasyonu 1. Lig | 9      | 0     |
| 2006-2007 | Rode Ster Belgrado | Servië    | Meridian Superliga                | 24     | 0     |
| 2007-2008 | Rode Ster Belgrado | Servië    | Meridian Superliga                | 23     | 0     |
| 2008-2009 | Rode Ster Belgrado | Servië    | Meridian Superliga                | 10     | 1     |
| 2009      | Al-Ahli            | Qatar     | Qatari League                     | ?      | ?     |
| 2009/10   | Sporting Lokeren   | België    | Jupiler League                    | 23     | 2     |
| 2009/10   | Sporting Lokeren   | België    | Play-Off II A                     | 4      | 1     |
| 2010/11   | Sporting Lokeren   | België    | Jupiler League                    | 17     | 1     |
| 2011/12   | Sporting Lokeren   | België    | Jupiler League                    | 17     | 3     |
| 2012/13   | Sporting Lokeren   | België    | Jupiler League                    | 7      | 1     |
|           |                    |           | Totaal                            | 242    | 13    |